# Андреас Лілья
Андреас Лілья (швед. Andreas Lilja; нар. 13 липня 1975, Гельсінборг, Сконе, Швеція) — шведський хокеїст, захисник.
Вихованець хокеїної школи ХК «Лейонет». Виступав за ХК «Мальме», «Лос-Анджелес Кінгс», «Лоуелл-Лок Монстерс» (АХЛ), «Манчестер Монаркс» (АХЛ), «Флорида Пантерс», ХК «Мора», «Гренд-Репідс Гріффінс» (АХЛ), «Детройт Ред-Вінгс», «Анагайм Дакс», «Філадельфія Флаєрс», «Регле».
В чемпіонатах НХЛ — 580 матчів (16+71), у турнірах Кубка Стенлі — 66 матчів (1+2). У чемпіонатах Швеції — 234 матчі (13+27), у плей-оф — 16 матчів (0+1).
У національної збірної Швеції провів 11 матчів (3+1).
Досягнення
- Володар Кубка Стенлі (2008).